# Адриан III
Вижте пояснителната страница за други личности с името Адриан.
Адриан III (на латински: Hadrianus PP. III) е римски папа от 17 май 884 г. до септември 885 г. За времето на краткия му понтификат, както и за дейността му преди да бъде избран на папския престол практически няма никакви сведения. В отношението си към Византийската църква, Адриан продължава примирителната политика на папа Йоан VIII и Марин I, отправяйки послание до патриарх Фотий, в което съобщава за своето избиране. През 885 г. Адриан се отправя към Вормс по покана на император Шарл Мазния за обсъждане на въпроси за престолонаследяването и за противоборството със сарацините. Адриан умира по пътя, около Модена, Италия, и е погребан в абатство Нонантол. Местното население превръща могилата му в място за поклонение. 
През 1891 г. папа Лъв XIII канонизира Адриан III за светец за „оказване на помощ на вярващите по време на глада“.
Католическата църква почита паметта му на 8 юли.
Българският владетел Борис Михаил е водил диалог с трима папи, един от които е именно Адриан III. Другите двама са Николай I и Йоан VIII.